# Return to Monkey Island
Return to Monkey Island – komputerowa gra przygodowa typu wskaż i kliknij (ang. point-and-click) z serii Monkey Island przygotowana przez Terrible Toybox i wydana przez Devolver Digital i Lucasfilm Games. Gra swoją premierę na platformy Microsoft Windows, Nintendo Switch i macOS miała 19 września 2022 roku, natomiast na platformy PlayStation 5 i Xboxa 8 listopada 2022 roku.
Ostatnią częścią z serii Monkey Island, stworzoną przez Rona Gilberta — jej pomysłodawcę, była gra Monkey Island 2: LeChuck's Revenge, która została wydana w 1991 roku.

## Fabuła
Gra rozpoczyna się po wydarzeniach z Monkey Island 2: LeChuck's Revenge. Jak w pierwszej części z serii, tak i w Return to Monkey Island akcja gry zaczyna się na Mêlée Island. Główny bohater Guybrush Threepwood, który tym razem jest starszy i zmęczony życiem, wyrusza w podróż, aby w końcu odkryć sekretu Małpiej Wyspy. Threepwood odkrywa, że rzeczywistość wokół niego się zmieniła. Starzy przywódcy piratów zostali zepchnięci na margines przez nowe, wykształcone pokolenie, które dąży do zmiany dotychczasowych zasad na nowe. Swoją pozycję straciło również voodoo na rzecz bardziej rozreklamowanej „czarnej magii”  . Upada lokalna działalność gospodarcza, którą ma zastąpić karaibska korporacja, a Voodoo Lady wyprzedaje swój sklep . W celu odkrycia sekretu Guybrush musi znaleźć załogę i statek . Zadanie to sprawi, że ponownie zetknie się ze swoim odwiecznym rywalem, piratem zombie, LeChuckiem, który wszedł w posiadanie mapy wiodącej do sekretu i szuka załogi na Mêlée Island. Gdy dowiaduje się o tym Guybrush, to postanawia przeszkodzić LeChuckowi .
Poza znanymi z poprzednich części lokacjami (Monkey Island czy Mêlée Island) Gilbert z Grossmanem dodali do gry Terror Island oraz wyspę inspirowaną wikingami o nazwie Brrr Muda .
W grze pojawiają się znani z poprzednich części bohaterowie   :
- Elaine Marley – żona Guybrusha, zaangażowana w działalność non profit, a dokładnie w walkę ze szkorbutem, ponownie będzie ratować Guybrusha z kłopotów,
- Carla – mistrzyni posługiwania się szpadą, nowa gubernatorka Mêlée Island zaangażowana w administrację,
- Voodoo Lady – właścicielka sklepu voodoo, który jest w stanie likwidacji,
- Wally – wyglądający na wiecznie młodego kartograf,
- Stan – sprzedawca i marketingowiec, odbywający karę pozbawienia wolności za przestępstwa marketingowe,
- Murray – mówiąca czaszka bez tułowia,
- LeChuck – pirat zombie, owładnięty rządzą odkrycia sekretu Monkey Island i wciąż zakochany w Elaine.

Gilbert z Grossmanem wprowadzili do fabuły również nowych bohaterów :
- Locke Smith – powściągliwa i zachowawcza ślusarz z Mêlée Island,
- Kapitan Madison, Lila i Trent – nowi, wykształceni przywódcy piratów, w grze symbolizują tzw. Pokolenie Z. Dążą do stworzenia karaibskiej korporacji, ich działania doprowadziły Mêlée Island do kryzysu ekonomicznego,
- Flambe – pirat z palącą się głową z załogi LeChucka, nigdy nic nie wie, na ogół je i śpi,
- Putra – pirat zombie, która gotuje na okręcie LeChucka, bardzo chce otrzymać awans na mistrza kucharskiego.

## Rozgrywka
Przed rozpoczęciem głównej rozgrywki do wyboru są dwa tryby gry. Jeden pozwala się graczom skupić na historii i sprawia, że zagadki są mniej skomplikowane. Drugi uzależnia fabułę i przechodzenie do kolejnych wątków od większej ilości skomplikowanych zagadek .
Fabuła gry składa się z pięciu rozdziałów, które gracz przechodzi poprzez rozwiązywanie kolejnych zagadek .
Gracz steruje głównym bohaterem w różnych lokacjach za pomocą myszki, z perspektywy trzeciej osoby . Interfejs w trakcie rozgrywki został uproszczony do minimum. Zamiast listy czynności, które można wykonać, twórcy wprowadzili rozwiązanie z dwoma rodzajami czynności przypisanymi do dwóch przycisków myszy. Czynności te pojawiają się dopiero po najechaniu kursorem na przedmiot lub osobę i powiązane są z elementem komentarza albo narracji   . Również używanie przedmiotów zostało uproszczone. W Return to Monkey Island po wybraniu rzeczy z zasobnika głównego bohatera i nakierowaniu jej na inny przedmiot, miejsce lub osobę, przy kursorze pojawia się od razu sugerowana czynność .
Jako urozmaicenie fabuły twórcy wprowadzili tzw. pixel hunting, który związany jest z kolekcjonowaniem ukrytych w różnych lokacjach kart z pytaniami dotyczącymi całej serii Monkey Island .
Do gry wprowadzono listę zadań, która pozwala graczowi na ciągłe monitorowanie zadań, jakie mamy do wykonania  . Dodatkowym wsparciem dla graczy jest księga, która zawiera sugestie jak rozwiązać poszczególne zagadki i zadania. Nie znaczy to, że gracz otrzyma od razu jasną odpowiedź. Rozwiązanie proponowane jest pod postacią kilku następujących po sobie sugestii, które zawierają słowa kluczowe. Każda kolejna jest bardziej szczegółowa  .

## Produkcja i wydanie
1 kwietnia 2022 roku Ron Gilbert, twórca gier The Secret of Monkey Island i Monkey Island 2: LeChuck's Revenge, zapowiedział przygotowanie kolejnej części przygód pirata Guybrusha Threepwooda. Trzy dni później pojawiło się oficjalne oświadczenie, że pod koniec roku 2022 Gilbert i Dave Grossman wydadzą grę. Po wydaniu Monkey Island 2: LeChuck's Revenge (1991) GIlbert oznajmił, że nie wyda kolejnej gry z serii Monkey Island⁣, dopóki prawa własności intelektualnej do tytułu posiadać będzie Lucasfilm. Jednak, jak przyznał w wywiadzie dla Adventure Gamers, właściciele firmy Lucasfilm z Disneya już w 2020 roku wyrazili duże zainteresowanie powrotu tego tytułu. W ramach negocjacji ustalono, że wydawcą gier zostanie Devolver Digital, a Lucasfilm pozostanie wyłącznie właścicielem praw do marki .
Grossman, Gilbert postanowili zatrudnić Rexa Crowle’a jako głównego artystę projektu, ponieważ chcieli stworzyć oryginalną szatę graficzną gry. Zaznaczyli, że już wcześniej otrzymali od Crowle’a nowe grafiki koncepcyjne dla ewentualnej nowej odsłony Money Island. Porzucono pomysł, aby tytuł został wydany w technice pixel artu. Gilbert przyznał, że w tym stylu realizowano tytuły ponad 30 lat temu. Wówczas można było to uznać za „sztukę”. Każda kolejna odsłona gry w serii miała swój własny styl artystyczny. Gilbert z Grossmanem podjęli decyzję o tym, aby najnowszą grę charakteryzowała grafika, która dotarłby nie tylko do fanów serii, ale także powinna przyciągnąć nowych odbiorców  .
Grossman i Gilbert przed wydaniem gry zapewniali, że będą się trzymali kanonu, który został zbudowany wokół całej serii Monkey Island⁣, pomimo że Gilbert nie brał udziału przy tworzeniu The Curse of Monkey Island, Escape from Monkey Island czy Tales of Monkey Island. Obaj uznali jednak, że będą ignorować kanon serii tam, gdzie będzie tworzyć paradoksy w narracji .
Gilbert zapowiedział, że tytuł nie będzie mieć klasycznych cech gier typu wskaż i kliknij. Według twórcy współczesny odbiorca nie zaakceptowałby tytułu, w którym dojście do rozwiązania zagadki byłoby pozostawione bez wskazówek. Twórca zapowiedział wprowadzenie trybu ułatwionego, zapożyczonego z Thimbleweed Park, a także systemu wskazówek, który ułatwi rozwiązywanie poszczególnych problemów i zagadek .
Premierę gry na platformy Microsoft Windows, Nintendo Switch i macOS zapowiedziano na 19 września 2022 roku . Z kolei na platformy PlayStation 5 i Xboxa datę premiery zaplanowano na 8 listopada 2022 roku .

## Odbiór gry
Portal CD-Action z uznaniem odniósł się do dźwięków oraz muzyki stworzonej przez Peter McConnell, Michael Land i Clint Bajakian. Za dodatkowy atut Mateusz Witczak uznał zabieg postarzenia głównych bohaterów w stosunku do zmieniającego się otoczenia. Tworzy to powiązanie pomiędzy powrotem głównego bohatera na Monkey Island oraz powrotem fanów i twórców do serii. CD-Action pochwalił różnorodność postaci, ale bez nacechowania tego manifestem ideologicznym. Witczak pochwalił humorystyczną szatę graficzną gry, ale uznał, że jednocześnie „gubi bogactwo pixel artu” .
Serwis Gry-Online za kontrowersyjne uznał wprowadzenie nowego stylu graficznego. Odniósł się także do krytyki odejścia od tzw. pixel artu ze strony fanów serii. Jednocześnie Karol Laska stwierdził, że gra może stanowić punkt zwrotny na rynku gier przygodowych. Dzięki Return to Monkey Island rynek ten może zyskać nowych fanów i rozwinie swoją ofertę. Wśród zalet wymieniono żartobliwe dialogi, minimalistyczny interfejs, przygotowanie tytułu dla odbiorców o różnym doświadczeniu z grami typu wskaż i kliknij i oprawę muzyczną. Redaktor pozytywnie odniósł się do zderzenia starego świata z nowym pokoleniem, który odzwierciedla powrót twórcy do serii Monkey Island po ponad 30 latach. Zderzenie to widoczne jest także w sposobie zakończenia gry, na które wpływ ma sam gracz. Negatywnie oceniono brak polskiej wersji językowej oraz powtarzające się zagadki .
Portal IGN pozytywnie ocenił umieszczenie w menu gry Guybrush's Scrapbook, czyli albumu, w którym gracz może prześledzić najważniejsze wydarzenia z gier w całej serii oraz wprowadzenie do fabuły kart z pytaniami dotyczącymi tytułów z serii Monkey Island. Ryan McCaffrey przyznał, że szata graficzna początkowo może odrzucić gracza, który znał poprzednie tytuły wydane w technice pixel art. Jednak użyta paleta żywych kolorów może przywoływać animacje Disneya, co według McCaffreya, pozytywnie wpłynie na pozyskanie nowych graczy. Zagadki oraz łamigłówki zostały uznane za wymagające, ale zarazem logiczne, a ich rozwiązanie będzie satysfakcjonujące dla graczy .
Recenzent portalu Ars Technica pozytywnie odniósł się do dynamicznego oświetlenia użytego w grze. Cienie oraz rozświetlenie zależą od miejsca, w którym znajdą się postacie oraz od oświetlenia danej lokacji. Sam Machkovech pochwalił wprowadzenie księgi ułatwiającej rozwiązanie zagadek. Użycie jej jest jednak dobrowole, dzięki czemu przejście gry może być satysfakcjonujące dla fanów gier przygodowych oraz osób nigdy niegrających w tego typu tytuły .
W recenzji gry na portalu Adventure Gamers Ivo Teela uznał, że zagadki wprowadzone do Return to Monkey Island są najlepszymi w całej serii i nazwał je „pomysłowymi, oryginalnymi i prowokującymi do myślenia”. Fabuła jest sprzęgnięta z drugą częścią gry, co sprawa wrażenia „naturalnej kontynuacji” narracji. Pozytywnie oceniono uproszczony interfejs. Teela pochwalił nowy system interakcji z postaciami i przedmiotami, który opiera się pojawianiu się komentarzy przy możliwych czynnościach po najechaniu kursorem na różne elementy. Za zalety uznano połączenie znanych, z poprzednich części, utworów z nowymi, sposób podłożenia głosu po bohaterów i dialogi, nową szatę graficzną oraz dodanie przerywników w formie krótkich filmików .

### Nagrody
| Rok  | Nagroda                | Kategoria                                                        | Rezultat  | Źródło |
| ---- | ---------------------- | ---------------------------------------------------------------- | --------- | ------ |
| 2022 | Golden Joystick Awards | Najlepsza historia                                               | nominacja | [ 20 ] |
| 2022 | Golden Joystick Awards | Najlepszy występ w grze: Dominic Armato jako Guybrush Threepwood | nominacja | [ 20 ] |
| 2022 | Golden Joystick Awards | Gra roku na PC                                                   | wygrana   | [ 20 ] |
| 2022 | Golden Joystick Awards | Gra roku                                                         | nominacja | [ 20 ] |
| 2022 | The Game Awards        | Innowacje w zakresie dostępności                                 | nominacja | [ 21 ] |
| 2023 | New York Game Awards   | Off Broadway Award dla najlepszej gry niezależnej                | nominacja | [ 22 ] |
| 2023 | New York Game Awards   | Herman Melville Award za najlepszy scenariusz                    | nominacja | [ 22 ] |